# UTC+08:30
UTC+08:30 je časovni pas z zamikom +8 ur in 30 minut glede na univerzalni koordinirani čas (UTC).
UTC+08:30 je uporabljal vzhodni del Kitajske (kot čangbajski čas) od leta 1918 do uvedbe enotnega časa za celotno državo leta 1949. Ta čas je uporabljala Južna Koreja od leta 1954 do 1961 in Severna Koreja od 2015 do 2018.